# Красная пирамида (роман)
«Красная пирамида» — фэнтезийный приключенческий роман Рика Риордана, основанный на египетской мифологии. Написан в 2010 г. как первая книга серии Наследники богов (The Cane Chronicles). В России первая книга вышла в свет в 2011 году, а в марте 2015 года издательство «Эксмо» перевыпустило книгу в новой обложке.

## Сюжет
Роман посвящён приключениям двух современных американских школьников — Картера Кейна и его сестры Сейди, которые обнаруживают, что являются потомками египетских фараонов Нармера и Рамсеса Великого. Картер оказывается воплощением Гора, а Сейди — Исиды. Их отец Джулиус Кейн предпринимает попытку вызвать Осириса с помощью Розеттского камня, но вместе с ним появляются Гор, Сет, Изида и Нефтида. Осирис вселяется в Джулиуса Кейна. Сет пленит Джулиуса(Осириса) в саркофаге и вселяется в Амоса. Картер и Сейди хотят вернуть отца, а вместе с ним и Осириса. Брат Джулиуса Амос забирает брата и сестру в его бруклинский дом. Там ребята узнают, кто они такие. Картер и Сейди направляются в Финикс (Аризона), чтобы сразится с Сетом и разрушить его красную пирамиду. В пути Картер и Сейди попадают в Дом Жизни, где все настроены против богов, встречают бога знаний Тота и совершают путешествие в Подземный мир. Картер сыграл важную роль в разрушении красной пирамиды, ибо Гор и Сет-заклятые враги.

## Главные герои
- Картер Кейн — четырнадцатилетний мальчик, око Гора- бога неба и войны. Его мать умерла, когда ему было 7 с половиной лет. Свою жизнь он провел, путешествуя с отцом по миру, не имея из-за этого друзей. Старший брат Сейди.
- Сейди Кейн — двенадцатилетняя девочка, око Изиды — богини магии, женственности и материнства. Ей было 6, когда мать умерла. Всю жизнь провела с бабушкой и дедушкой, которые живут в Лондоне. Младшая сестра Картера.
- Джулиус Кейн — египетский маг, который после освобождение пяти богов, стал хозяином Осириса, но был погребен Сетом в саркофаг. Отец Картера и Сейди.
- Амос Кейн — египетский маг, ставший одержимым Сетом. Брат Джулиуса и дядя Картера и Сейди.
- Зия Рашид — египетский маг, писец Дома жизни, стала хозяином Нефтиды — богини рек, смерти и загробного мира. На протяжении всей книги, оберегала брата и сестру, и помогала им в их главной цели, победить Сета. В итоге обнаружилось, что Зия это всего лишь шабти, а настоящая Зия находилась где-то в глубоком сне и управляла ей оттуда.
- Баст — египетская богиня кошек. Её хозяином являлась домашняя кошка Сейди, Маффин. Её заданием было защищать детей, после того как Руби Кейн , погибнув, спасла её из заточения, пытаясь наложить печать на Иглу Клеопатры, где был также заточен Апофис.
- Сет — египетский бог хаоса. После случайного освобождения Сета Джулиусом Кейном из заточения в дуате, решает построить красную пирамиду и создать такую бурю, которая способна уничтожить всю Северную Америку.
- Хуфу — павиан, домашний питомец Амоса Кейна. Любит играть в баскетбол и болеет за баскетбольную команду Лейкерс.

## Премии
Красная пирамида названа лучшей книгой 2010 года по версии School Library Journal.
Также роман вошел в шорт-лист Red House Children’s Book Award 2011 года.